# Franziska Kohlund
Franziska Elisabeth Kohlund (* 5. Mai  1947 in Basel; † 16. September 2014 in Männedorf) war eine Schweizer Schauspielerin mit Charakterrollen in Film, Fernsehen und Theater. Sie galt als vielseitige Theaterdarstellerin und spielte auch in Kinoproduktionen wie Dällebach Kari und Teddy Bär. Darüber hinaus inszenierte sie seit den 1970er Jahren auch als Theaterregisseurin an bekannten Schweizer Bühnen.

## Leben
Franziska Kohlund wurde am 5. Mai 1947 als Tochter der Schauspielerin Margrit Winter und des Theaterregisseurs Erwin Kohlund in Basel geboren. Ihre Schauspielausbildung machte sie in den Jahren 1968 bis 1971 am Bühnenstudio Zürich. Ein erstes festes Engagement bekam sie von 1971 bis 1974 am Schauspielhaus Zürich. Zwischen 1974 und 1978 spielte sie unter anderem bei den Bad Hersfelder Festspielen. In den 1970er und 1980er Jahren trat sie auf verschiedenen deutschsprachigen Theaterbühnen auf, unter anderem am Theater Baden-Baden oder am Theater Trier. Nach einer Regieassistenz bei ihrem Vater im Jahr 1976 inszenierte sie dann als Regisseurin auch selbst. Es folgten zahlreiche Inszenierungen für das Volkstheater sowie für professionelle Bühnen wie am Theater Kanton Zürich, am Landschaftstheater Ballenberg oder am Theater Hechtplatz in Zürich. Im Jahr 1984 gründete sie zusammen mit ihrem Lebenspartner, dem Regisseur und Dramaturgen Buschi Luginbühl, die freie Theatergruppe Il Soggetto in Stäfa, bei der auch ihre Eltern kreativ eingebunden waren.
In den 1970er Jahren wandte sie sich dann auch kurzzeitig für zwei Rollen dem Fernsehen zu. Zunächst trat sie 1973 in dem Fernsehfilm Ein Schweizer wie bestellt von Ludwig Cremer auf und ein Jahr später sah man sie in einer Episode der TV-Serie Engadiner Bilderbogen. Ihre beiden Kinorollen spielte sie in den Jahren 1970 unter der Regie von Kurt Früh und 1983 in der Komödie Teddy Bär von Rolf Lyssy.  
Kohlund lebte in Stäfa. Am 16. September 2014 verstarb sie im Alter von 67 Jahren nach längerer Krankheit in Männedorf. Sie war die Enkelin des Schauspielers, Regisseurs, Bühnenbildners und Theaterleiters Ekkehard Kohlund. Ihr jüngerer Bruder ist der Schauspieler Christian Kohlund (* 1950).

## Auszeichnungen
- 1969: Emil-Oprecht-Preis

## Filmografie

### Kino
- 1970: Dällebach Kari
- 1983: Teddy Bär

### Fernsehen
- 1973: Ein Schweizer wie bestellt (Fernsehfilm)
- 1974: Engadiner Bilderbogen (Fernsehserie, 1 Episode)